# Phyllanthus pachystylus
Phyllanthus pachystylus är en emblikaväxtart som beskrevs av Ignatz Urban. Phyllanthus pachystylus ingår i släktet Phyllanthus och familjen emblikaväxter. Inga underarter finns listade i Catalogue of Life.